# Колодрум
Колодрумът е спортно съоръжение – писта за състезания и тренировки по колоездене, главно по колоездене на писта.
Обикновено под колодрум се разбира открита писта, но тя може да бъде и закрита. Пистата има овална форма (затворена крива), състояща се от 2 срещуположни завоя от 180° и 2 прави между тях. Настилката е дървена или бетонна. По нея са нанесени контрастни разделителни линии (между лентите за движение) и други знаци.
Дължината на настилката е от 130 до 500 м (големите колоездачни състезания се провеждат на писти с дължина от 250 до 400 м); ширината трябва да е най-малко 5 м (но поне 7 м за големите състезания). За удобство на колоездачите пистата има наклон от 42° на завоите и 12,5° на правите.
Движението по пистата се осъществява винаги срещу посоката на часовниковата стрелка.
Колодрумите могат да се използват и за моторни спортове и (с допълнителни съоръжения) за други видове спорт – с игрища за футбол, хандбал, волейбол, баскетбол и др. или с ледена пързалка за зимни спортове и пр., за концерти и други обществени прояви.